# Pèrdua de proagació

Gràfic de pèrdua de camí a l'espai lliure. Un diagrama 3D (gràfic) de FSPL

La pèrdua de propagació, o atenuació de propagació, és la reducció de la densitat de potència (atenuació) d'una ona electromagnètica a mesura que es propaga per l'espai. La pèrdua de ruta és un component important en l'anàlisi i el disseny del pressupost d'enllaç d'un sistema de telecomunicacions.
Aquest terme s'utilitza habitualment en comunicacions sense fil i propagació de senyals. La pèrdua de trajectòria pot ser deguda a molts efectes, com ara la pèrdua d'espai lliure, la refracció, la difracció, la reflexió, la pèrdua d'acoblament d'obertura mitjana i l'absorció. La pèrdua de trajecte també està influenciada pels contorns del terreny, l'entorn (urbà o rural, vegetació i fullatge), el medi de propagació (aire sec o humit), la distància entre el transmissor i el receptor i l'alçada i la ubicació de les antenes.

## Visió general
En les comunicacions sense fil, la pèrdua de ruta és la reducció de la força del senyal a mesura que el senyal viatja d'un transmissor a un receptor, i és una aplicació per verificar la pèrdua. Hi ha diversos factors que afecten això:
- Pèrdua del camí a l'espai lliure: és la pèrdua fonamental que es produeix a causa de la propagació de l'ona de ràdio a mesura que es propaga per l'espai. Segueix una llei del quadrat invers, és a dir, la força del senyal disminueix proporcionalment al quadrat de la distància entre l'emissor i el receptor.

- Difracció: quan una ona de ràdio troba un obstacle, es pot difractar o doblegar-se al voltant de la vora de l'obstacle. Això pot provocar una pèrdua de senyal addicional, especialment en entorns urbans amb molts edificis.

- Absorció: determinats gasos atmosfèrics i obstacles com edificis i fullatge poden absorbir ones de ràdio, reduint-ne la força.

Reflexió i dispersió: les ones de ràdio es poden reflectir en superfícies com edificis i terra, i es poden dispersar per objectes com arbres i fanals. Això pot conduir a la propagació de camins múltiples, on el receptor rep múltiples còpies del senyal que poden interferir entre si.
Per entendre la pèrdua de camí i minimitzar-la, hi ha quatre factors clau a tenir en compte en el disseny d'un sistema de comunicació sense fil:
1) Determinació de la potència del transmissor requerida: el transmissor ha de tenir prou potència per superar la pèrdua del camí perquè el senyal arribi al receptor amb la força suficient.
2) Determineu el disseny i el guany de l'antena adequats: les antenes amb un guany més alt poden enfocar les ones en una direcció específica, reduint la pèrdua del camí.
3) Optimitzar l'esquema de modulació: l'elecció de l'esquema de modulació pot afectar la robustesa del senyal a la pèrdua del camí.
4) Configureu la sensibilitat del receptor adequadament: el receptor ha de ser prou sensible per detectar senyals febles.

## Causes
Les pèrdues de trajectòria inclouen normalment les pèrdues de propagació provocades per l'expansió natural del front d'ones de ràdio a l'espai lliure (que sol prendre la forma d'una esfera cada cop més gran), les pèrdues d'absorció (de vegades anomenades pèrdues de penetració), quan el senyal passa per medis no transparents a les ones electromagnètiques, les pèrdues de difracció quan una part de l'ones de ràdio és obstruïda per un obstacle i les pèrdues obstaculitzades per un altre front. fenòmens.
El senyal radiat per un transmissor també pot viatjar per molts i diferents camins fins a un receptor simultàniament; aquest efecte s'anomena camins múltiples. Les ones multicamí es combinen a l'antena receptora, donant lloc a un senyal rebut que pot variar àmpliament, depenent de la distribució de la intensitat i el temps relatiu de propagació de les ones i l'amplada de banda del senyal transmès. La potència total de les ones interferents en un escenari d'esvaïment de Rayleigh varia ràpidament en funció de l'espai (que es coneix com a esvaïment a petita escala). L'esvaïment a petita escala es refereix als canvis ràpids en l'amplitud del senyal de ràdio en un curt període o distància de viatge.
En l'entorn d'ones de ràdio per als serveis mòbils, l'antena mòbil està a prop del sòl. Els models de propagació de la línia de visió (LOS) estan molt modificats. El camí del senyal de l'antena BTS normalment elevada per sobre dels terrats es refracta cap a l'entorn físic local (turons, arbres, cases) i el senyal LOS rarament arriba a l'antena. L'entorn produirà diverses desviacions del senyal directe a l'antena, on normalment s'afegiran vectorialment 2-5 components del senyal desviats.
Aquests processos de refracció i deflexió provoquen una pèrdua de força del senyal, que canvia quan l'antena mòbil es mou (esvaïment de Rayleigh), provocant variacions instantànies de fins a 20dB. Per tant, la xarxa està dissenyada per proporcionar un excés de força del senyal en comparació amb la LOS de 8-25 dB segons la naturalesa de l'entorn físic, i 10dB més per superar l'esvaïment degut al moviment.

## Exponent de pèrdua
En l'estudi de les comunicacions sense fil, la pèrdua de camí es pot representar per l'exponent de la pèrdua de ruta, el valor del qual normalment està en el rang de 2 a 4 (on 2 és per a la propagació a l'espai lliure, 4 és per a entorns relativament amb pèrdues i per al cas de la reflexió especular completa de la superfície terrestre — l'anomenat model de terra plana). En alguns entorns, com ara edificis, estadis i altres entorns interiors, l'exponent de pèrdua de trajectòria pot arribar a valors entre 4 i 6. D'altra banda, un túnel pot actuar com a guia d'ona, donant lloc a un exponent de pèrdua de camí inferior a 2.
La pèrdua de camí s'expressa normalment en dB. En la seva forma més senzilla, la pèrdua del camí es pot calcular mitjançant la fórmula
{\displaystyle L=10n\log _{10}(d)+C}
on {\displaystyle L} és la pèrdua de camí en decibels, {\displaystyle n} és l'exponent de pèrdua de camí, {\displaystyle d} és la distància entre l'emissor i el receptor, mesurada normalment en metres, i {\displaystyle C} és una constant que explica les pèrdues del sistema.

## Fórmula d'enginyer de ràdio
Els enginyers de ràdio i antenes utilitzen la fórmula simplificada següent (derivada de la Fórmula de transmissió de Friis) per a la pèrdua del camí del senyal entre els punts d'alimentació de dues antenes isòtropes a l'espai lliure:
Pèrdua de camí en dB :
{\displaystyle L=20\log _{10}\left({\frac {4\pi d}{\lambda }}\right)}
on {\displaystyle L} és la pèrdua de camí en decibels, {\displaystyle \lambda } és la longitud d'ona i {\displaystyle d} és la distància transmissor-receptor en les mateixes unitats que la longitud d'ona. Tingueu en compte que la densitat de potència a l'espai no en depèn {\displaystyle \lambda }; La variable {\displaystyle \lambda } existeix a la fórmula per tenir en compte l'àrea de captura efectiva de l'antena receptora isotròpica.

## Exemples
A les xarxes cel·lulars, com UMTS i GSM, que operen a la banda UHF, el valor de la pèrdua de camí a les zones urbanitzades pot arribar a 110–140 dB durant el primer quilòmetre de l'enllaç entre l'estació transceptora base (BTS) i el mòbil. La pèrdua de camí durant els primers deu quilòmetres pot ser de 150 a 190 dB ( Nota : aquests valors són molt aproximats i es donen aquí només com a il·lustració de l'interval en què els números utilitzats per expressar els valors de la pèrdua del camí poden ser eventualment, no són xifres definitives o vinculants; la pèrdua del camí pot ser molt diferent per a la mateixa distància al llarg de dos camins diferents i pot ser diferent fins i tot al mateix camí si es mesura en diferents moments).
En l'entorn d'ones de ràdio per als serveis mòbils, l'antena mòbil està a prop del sòl. Els models de propagació de la línia de visió (LOS) estan molt modificats. El camí del senyal de l'antena BTS normalment elevada per sobre dels terrats es refracta cap a l'entorn físic local (turons, arbres, cases) i el senyal LOS rarament arriba a l'antena. L'entorn produirà diverses desviacions del senyal directe a l'antena, on normalment s'afegiran vectorialment 2-5 components del senyal desviats.
Aquests processos de refracció i deflexió provoquen una pèrdua de força del senyal, que canvia quan l'antena mòbil es mou (esvaïment de Rayleigh), provocant variacions instantànies de fins a 20. dB. Per tant, la xarxa està dissenyada per proporcionar un excés de força del senyal en comparació amb la LOS de 8-25dB segons la naturalesa de l'entorn físic, i  més de 10dB per superar l'esvaïment degut al moviment.